# Technomyrmex albipes

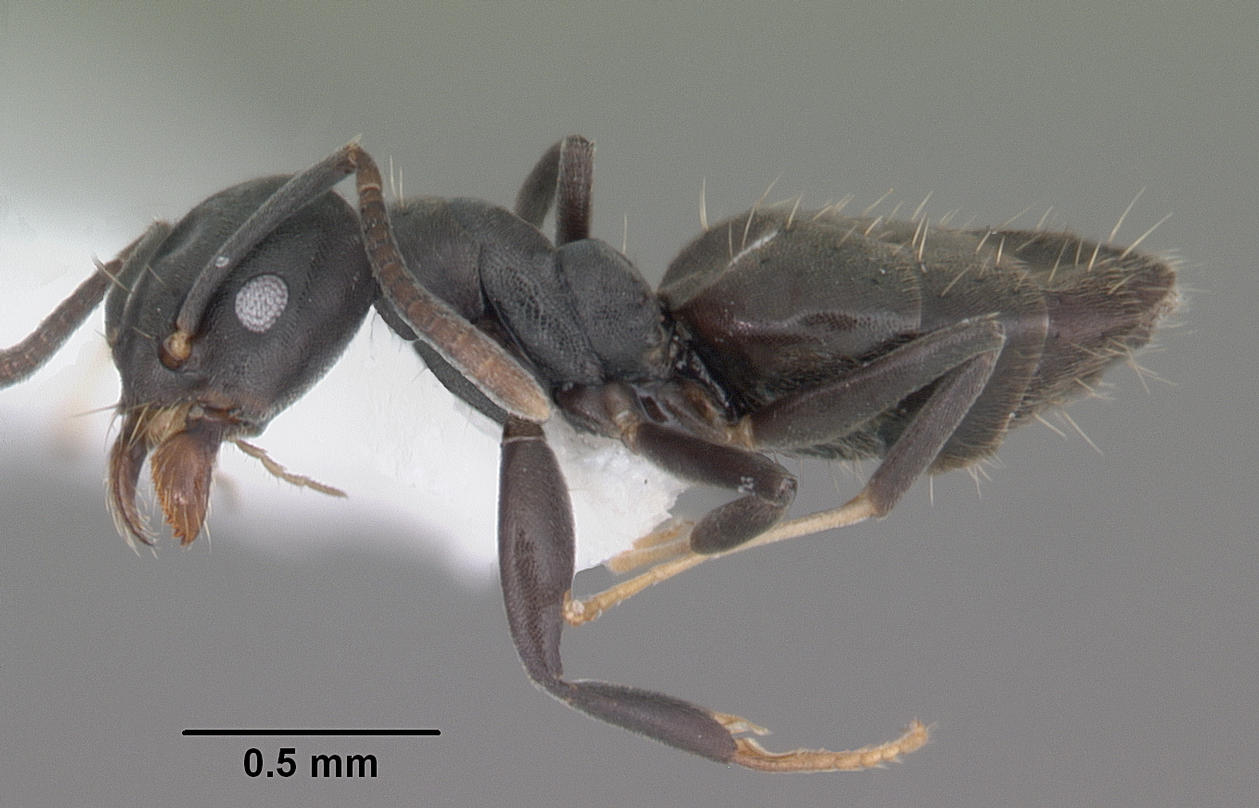
Муравей Technomyrmex albipes

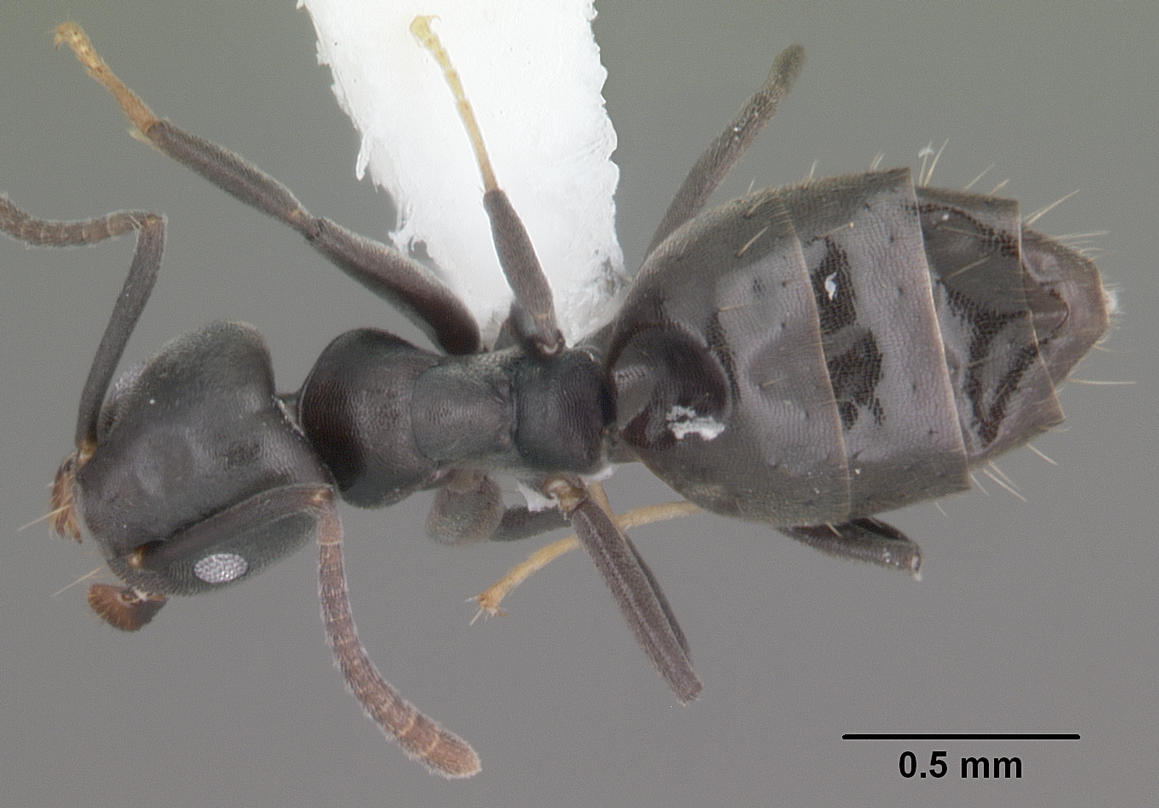
Муравей Technomyrmex albipes

Technomyrmex albipes (лат. ) — вид муравьёв рода Technomyrmex из подсемейства долиходерины (Dolichoderinae, Tapinomini). Инвазивный вид.

## Распространение
Юго-Восточная Азия. Инвазивный вид, развезённый по всему миру, включая такие регионы, как Афротропика, Северная Америка,  Мадагаскар, Австралия.

## Описание
Мелкие земляные муравьи (длина менее 3 мм), в основном коричневато-чёрного цвета (лапки светлее). От близких видов (Technomyrmex difficilis) отличается отсутствием щетинок на затылочной части головы. Усики самок и рабочих 12-члениковые (у самцов антенны состоят из 13 сегментов). Жвалы рабочих многозубчатые (примерно с десятью зубцами). Нижнечелюстные щупики, как правило, 6-члениковые, нижнегубные щупики состоят из 4 сегментов (формула 6,4). Голени средних и задних ног с одной апикальной шпорой. Проподеум без зубцов. 
Стебелёк между грудкой и брюшком состоит из одного небольшого сегмента (петиоль низкий, редуцировнный, без чешуйки или узелка). Жало отсутствует. Гнездятся в гнилой древесине.

### Детали строения самцов

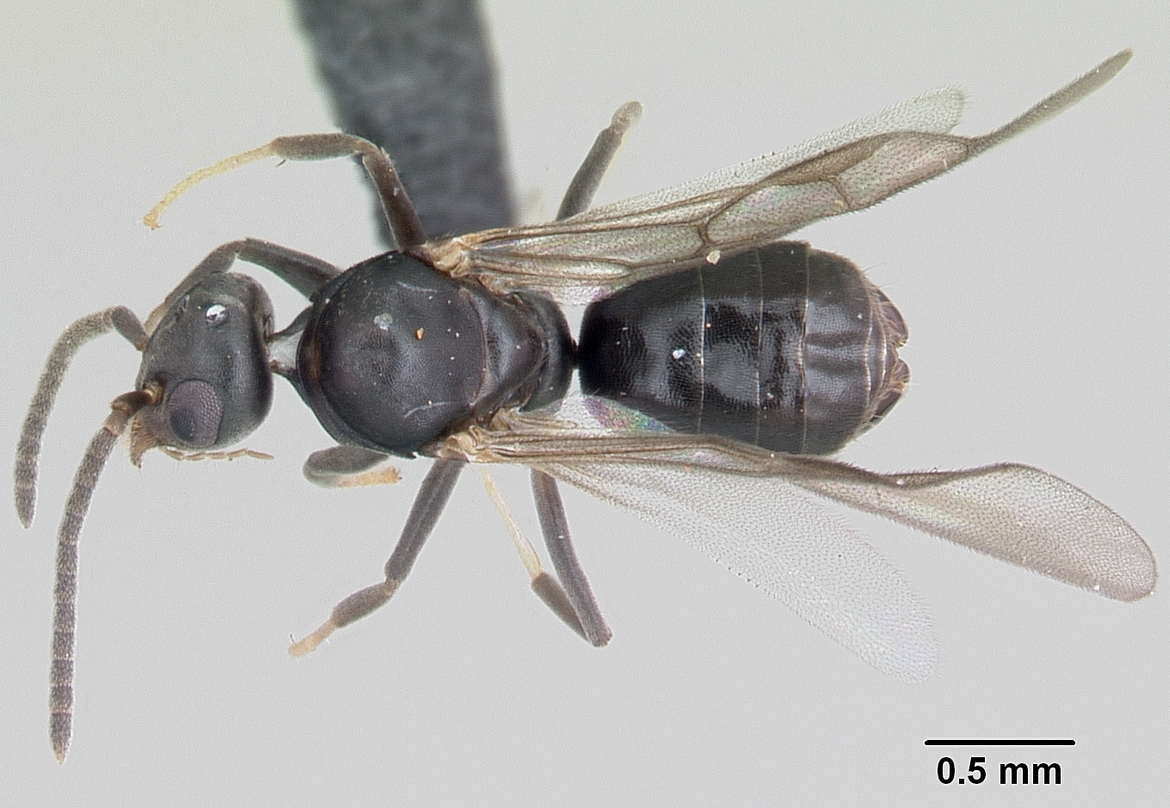
Самец сверху
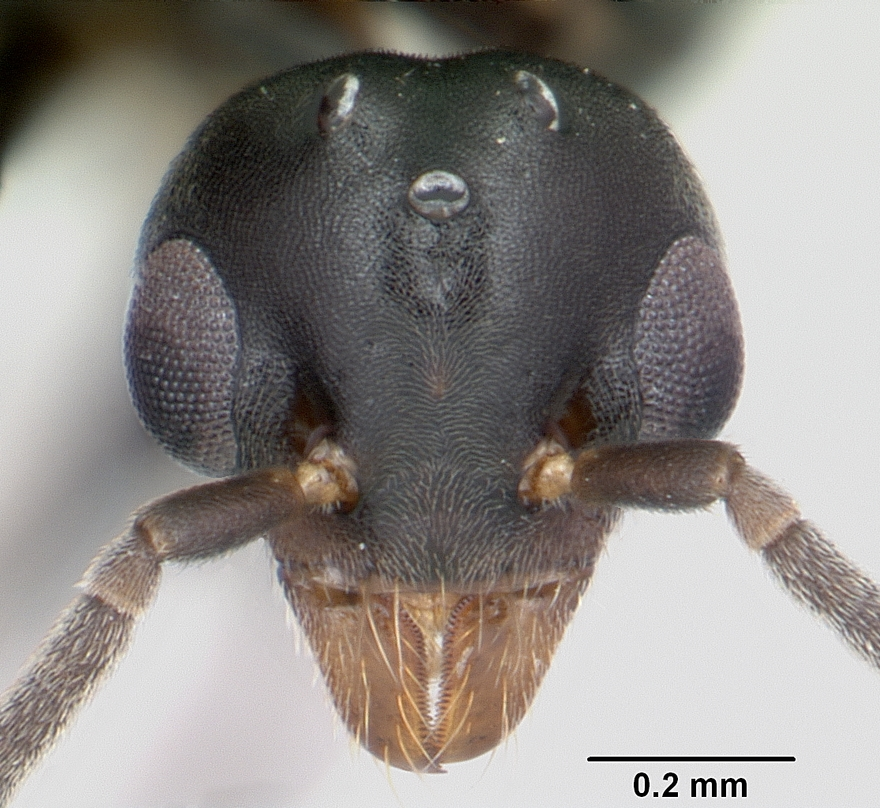
Голова самца
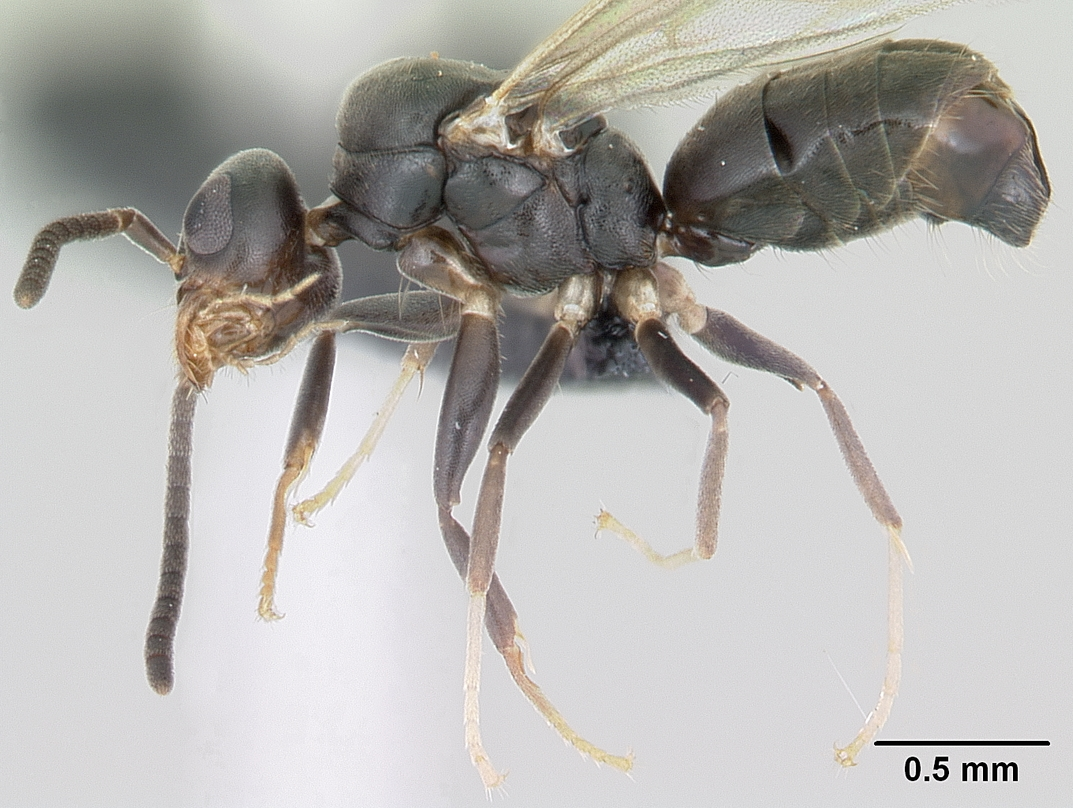
Самец сбоку
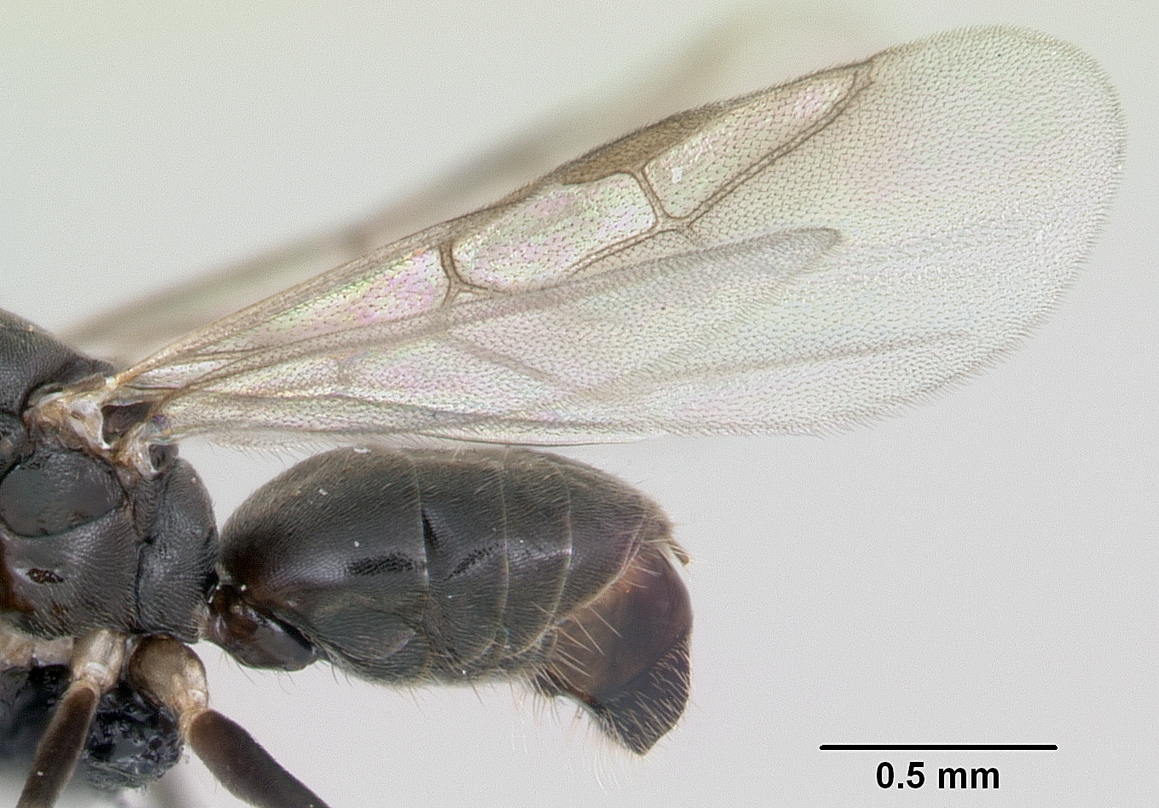
Крылья самца